# Sheri S. Tepper
Sheri Stewart Tepper (* 16. Juli 1929 in der Nähe von Littleton (Colorado); † 22. Oktober 2016 in Santa Fe, New Mexico) war eine US-amerikanische Autorin von Science-Fiction-, Fantasy-, Horror- und Mystery-Romanen.

## Leben
Sheri S. Tepper wurde am 16. Juli 1929 als Shirley Stewart Douglas in der Nähe von Littleton (Colorado) geboren. Sie heiratete zum ersten Mal im Alter von 20 Jahren; diese Ehe wurde 1955/1956 geschieden, wodurch sie zur alleinerziehenden Mutter ihrer zwei Kinder wurde. Sie schlug sich jahrelang mit den verschiedensten Jobs durch, unter anderem arbeitete sie für die internationale Hilfsorganisation CARE. Zur Ruhe kam sie erst mit ihrer Arbeit für die Rocky Mountain Planned Parenthood, eine Klinik für Familienplanung und Geburtenkontrolle in Denver, wo sie von 1962 bis 1986 beschäftigt war. In den späten sechziger Jahren heiratete sie Gene Tepper. Sie betrieb unter anderem eine Gästeranch in Santa Fe, New Mexico. Sie starb am 22. Oktober 2016.

## Werk
Sie hat ihre Werke auch unter den Pseudonymen „Sheri S. Eberhart“, „E. E. Horlak“, „A. J. Orde“ und „B. J. Oliphant“ veröffentlicht. Den größten Erfolg hatte sie jedoch als „Sheri S. Tepper“ zu verzeichnen. Ihre Science-Fiction- und Fantasy-Romane wurden 20 mal für den Locus Award nominiert. Ihr Fantasy-Roman Beauty (Die Schöne) wurde mit dem Locus Award ausgezeichnet.
Im November 2015 wurde sie mit dem World Fantasy Award für ihr Lebenswerk ausgezeichnet.

### Als Sheri S. Eberhart
Ihre frühen Arbeiten, vornehmlich Gedichte, Kindergeschichten und auch Artikel hat die Autorin unter dem Pseudonym „Sheri S. Eberhart“ veröffentlicht.
- Lullaby: 1990, 1963
- Ballad of the Interstellar Merchants, 1964

### Als E. E. Horlak
Unter dem Pseudonym „E. E. Horlak“ hat die Autorin einen Ausflug ins Horror-Genre unternommen.
- Still Life, 1989

### Als A. J. Orde
Unter dem Pseudonym „A. J. Orde“ veröffentlichte die Autorin Mystery-Romane.
- Dead on Sunday, 1994
- A Little Neighborhood Murder, 1989
- Death and the Dogwalker, 1990
- Death for Old Times' Sake, 1992
- Looking for the Aardvark, 1993
- A Long Time Dead, 1995
- Death of Innocents, auch: A Death of Innocents, 1997

### Als B. J. Oliphant
Unter dem Pseudonym „B. J. Oliphant“ veröffentlichte die Autorin ebenfalls Mystery-Romane.
- Dead in the Scrub, 1990
- The Unexpected Corpse, 1990
- Deservedly Dead, 1992
- Death and the Delinquent, 1993
- Death Served Up Cold, 1994
- A Ceremonial Death, 1996
- Here's to the Newly Dead, 1997

### Als Sheri S. Tepper
Unter dem Namen „Sheri S. Tepper“ veröffentlichte die Autorin im Wesentlichen Science-Fiction- und Fantasy-Romane. Zum Teil handelt es sich um Jugendbücher. Vor allem bei den späteren Romanen spielt häufig auch feministisches Gedankengut eine Rolle.

#### The True Game

##### Das wahre Spiel (True Game)
- Vol. 1: King's Blood Four, 1983

Band 1: Königszug, Heyne, 1999, ISBN 3-453-15611-0
- Vol. 2: Necromancer Nine, 1983

Band 2: Der Nekromant, Heyne, 1999, ISBN 3-453-15612-9
- Vol. 3: Wizard's Eleven, 1984

Band 3: Das dreizehnte Talent (Buchrücken: Das 13. Talent), Heyne, 1999, ISBN 3-453-15614-5
- Vol. 1–3: The True Game, 1996 (Sammelband)

##### Mavin Manyshaped
- Vol. 1: The Song of Mavin Manyshaped, 1985
- Vol. 2: The Flight of Mavin Manyshaped, 1985
- Vol. 3: The Search of Mavin Manyshaped, 1985
- Vol. 1–3: The Chronicles of Mavin Manyshaped, 1986 (Sammelband)

##### Jinian
- Vol. 1: Jinian Footseer, 1985
- Vol. 2: Dervish Daughter, 1986
- Vol. 3: Jinian Star-Eye, 1986
- Vol. 1–3: The End of the Game, 1987 (Sammelband)

#### Marianne
- Vol. 1: Marianne, the Magus, and the Manticore, 1985
- Vol. 2: Marianne, the Madame, and the Momentary Gods, 1988
- Vol. 3: Marianne, the Matchbox, and the Malachite Mouse, 1989
- Vol. 1–3: The Marianne Trilogy, 1990 (Sammelband)

#### Ettison
- Vol. 1: Blood Heritage, 1986

Erbe des Blutes, Heyne, 1990, ISBN 3-453-04274-3
- Vol. 2: The Bones, 1987

#### The Awakeners
Eigentlich handelt es sich bei The Awakeners um einen einzelnen Roman. Dieser wurde jedoch zunächst als Zweiteiler publiziert.
- Vol. 1: Northshore, 1987
- Vol. 2: Southshore, 1987
- Vol. 1–2: The Awakeners, 1987 (Sammelband)

#### Monströse Welten (Marjorie Westriding)
- Vol. 1: Grass, 1989

Band 1: Gras, Heyne, 1997, ISBN 3-453-13300-5
- Vol. 2: Raising the Stones, 1990

Band 2: Hobbs Land, Heyne, 1998, ISBN 3-453-13301-3
- Vol. 3: Sideshow, 1992

Band 3: Toleranz, Heyne, 1999, ISBN 3-453-13311-0

#### Einzelromane
- The Revenants, 1984
- After Long Silence, 1987

Nach langem Schweigen, Heyne, 1992, ISBN 3-453-05853-4
- The Gate to Women's Country, 1988
- The Enigma Score, 1989
- Beauty, 1991 (deutsch: Die Schöne, Heyne, 1995, ISBN 3-453-08537-X)
- A Plague of Angels, 1993

Die Pest der Engel, Heyne, 1998, ISBN 3-453-13970-4, geplant, aber nicht veröffentlicht
- Shadow's End, 1994
- Gibbon's Decline and Fall, 1996
- The Family Tree, 1997
- Six Moon Dance, 1998
- Singer from the Sea, 1999
- The Fresco, 2000
- The Visitor, 2002
- Seeking Splendor, 2003
- The Companions, 2003
- The Margarets, 2007
- The Waters Rising, 2010

#### Kurzgeschichten
- The Gardener, 1988
- The Gazebo, 1990
- Someone Like You, 1990
- The Gourmet, 1991
- Raccoon Music, 1991
- Singer From the Sea (Excerpt), 2000